# Tamar Adar
Tamar Adar (in ebraico תמר אדר‎?) (Tel Aviv, 24 luglio 1939 – Tel Aviv, 6 dicembre 2008) è stata una scrittrice israeliana.

## Biografia
Poetessa, sceneggiatrice e drammaturga, Adar ha scritto sceneggiature per numerose serie televisive in Israele e ha pubblicato decine di libri per bambini, opere didattiche per l'infanzia e molti altri lavori educativi. Una delle sue creazioni più note è il pupazzo Kishkashta, personaggio tratto dalla sua sceneggiatura di un diffuso programma della Televisione israeliana per bambini. Ha ricevuto dal Ministero dell'Istruzione israeliano il Premio Letteratura per adolescenti e bambini, oltre ad altri importanti riconoscimenti.